# Liste von Flusspferdbrunnen
In dieser Liste sind Flusspferdbrunnen aufgeführt, also Brunnen im öffentlichen Raum, die Flusspferde zum Thema haben.

## Flusspferdbrunnen
| Bezeichnung                                                      | Bild           | Standort                                                                                           | Künstler             | Errichtung Einweihung               | Weitere Informationen                                                                        |
| ---------------------------------------------------------------- | -------------- | -------------------------------------------------------------------------------------------------- | -------------------- | ----------------------------------- | -------------------------------------------------------------------------------------------- |
| Flusspferdbrunnen (Berlin-Kreuzberg)                             | weitere Bilder | Berlin-Friedrichshain-Kreuzberg, Wühlischplatz / Holteistraße (Lage)                               | Nikolaus Bode        | 1978 (Original), 1996 (Nachbildung) | Diebstahl (Skulptur, 1991), Umnutzung (Brunnen, 1997); siehe auch                            |
| Flusspferdbrunnen (Berlin-Lichtenberg)                           | weitere Bilder | Berlin-Lichtenberg, Alt-Hohenschönhausen, zwischen Landsberger Allee und Konrad-Wolf-Straße (Lage) |                      |                                     | siehe auch Flusspferdhofsiedlung und Liste der Brunnenanlagen im Berliner Bezirk Lichtenberg |
| Nilpferdbrunnen (Berlin)                                         | weitere Bilder | Berlin-Mitte, Vinetaplatz (Lage)                                                                   |                      | 1983                                |                                                                                              |
| Flusspferdbrunnen (Berlin-Lichtenrade)                           |                | Berlin-Lichtenrade, John-Locke-Straße 21 (Lage)                                                    | Rose-Marie Stiller   | Der Brunnen wurde 1989 aufgestellt  | Der Brunnen mit den Figuren aus Beton wurde 2015 saniert und umgestaltet.                    |
| Flusspferdbrunnen (Berlin-Tempelhof) („Plansche mit Flusspferd“) | weitere Bilder | Berlin-Tempelhof, Wolffring 68 (Lage)                                                              | Friedrich Zuchandtke | 1932/55                             |                                                                                              |
| Nilpferdbrunnen (Salzburg) („Nilpferd mit seinem Jungen“)        |                | Salzburg, im Innenhof des Hauses Strubergasse Nr. 45 (Lage)                                        | Hilde Heger          | 1967                                | Bronzeplastik, Brunnenbecken aus Kunststein, siehe                                           |